# Niccolò Acciaiuoli (Kardinal)

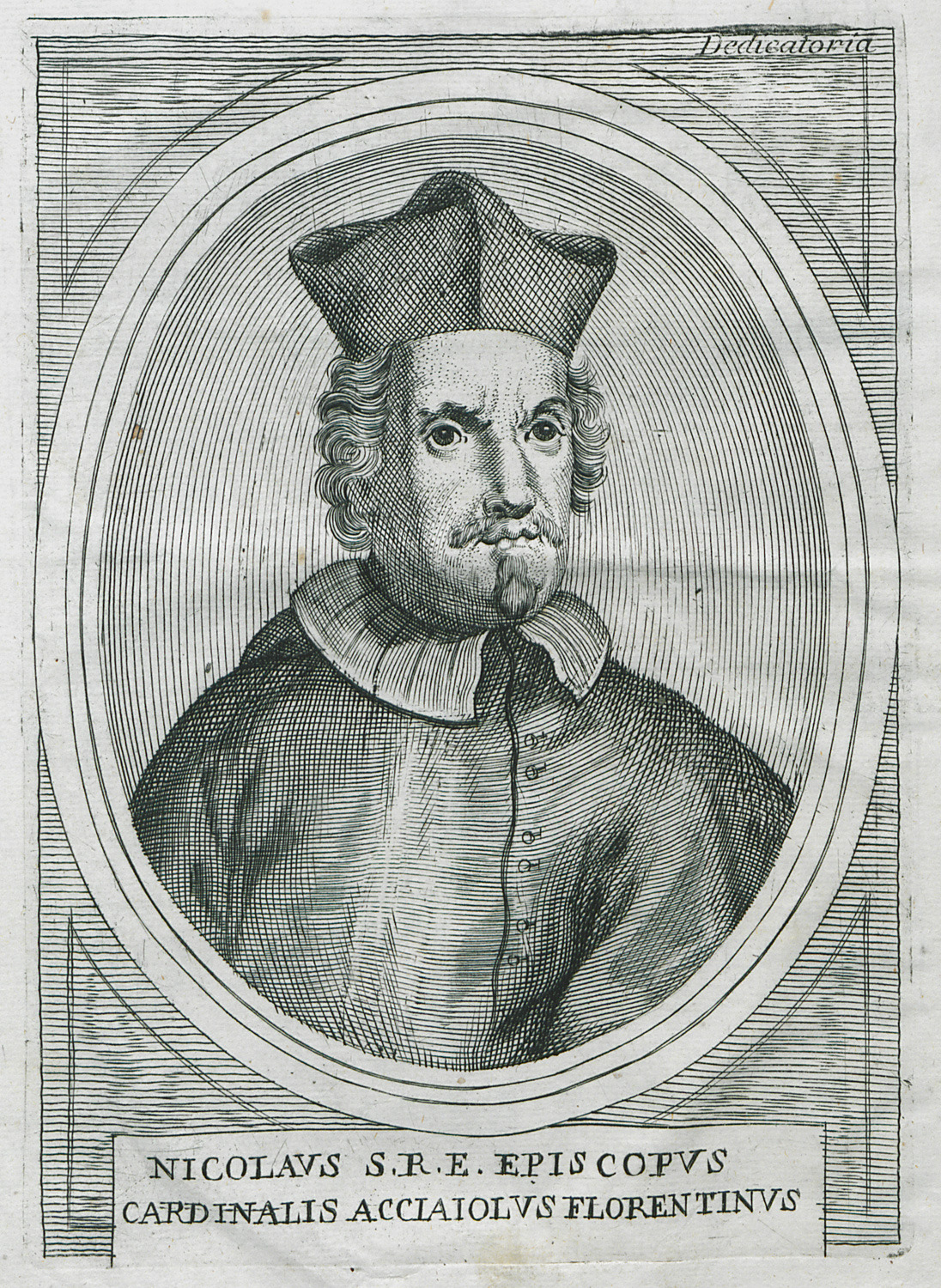
Niccolò Kardinal Acciaiuoli

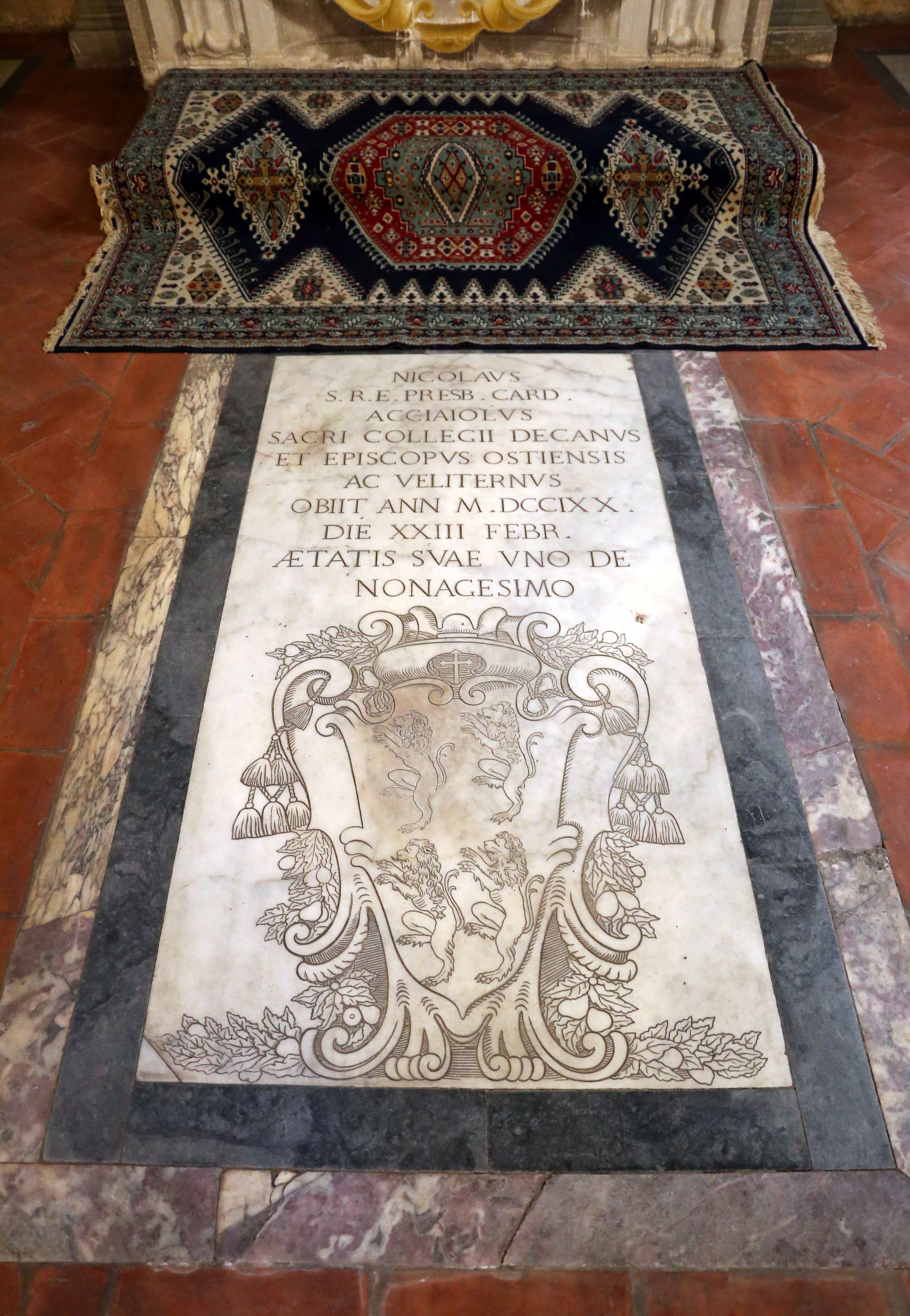
Grab des Kardinals mit seinem Wappen (Kartause Florenz – Krypta, 1719)

Niccolò Acciaiuoli (* 6. Juli 1630 in Florenz; † 25. Februar 1719 in Rom) war ein italienischer Kurienkardinal und Bischof.

## Leben
Er stammte aus der florentinischen Adelsfamilie Acciaiouli und wurde als drittes von zehn Kindern von Ottaviano Acciaiuoli und Maria Acciaioli geboren. Weitere Kardinäle in der Familie waren sein Neffe Filippo Acciaiuoli (1700–1766) und Angelo Acciaiuoli (1340–1408).
In Rom wurde er zum Dr. iur. und im Jahre 1657 wurde er zum auditor camerae der Apostolischen Kammer ernannt. Im Konsistorium vom 29. November 1669 wurde er von Papst Clemens IX. zum Kardinal kreiert, erhielt aber erst am 19. Mai des folgenden Jahres durch Clemens X. die Titeldiakonie Santi Cosma e Damiano verliehen. Darauf wurde er für mehrere Jahre Päpstlicher Legat in Ferrara. Im Jahre 1689 wurde er Kardinalprotodiakon und am 19. Oktober optierte er auf die Diakonie Santa Maria in Via Lata. Am 28. November wurde zum Kardinalpriester von San Callisto erhoben. 1690 wurde er zum Abt des Klosters Sant’Angelo in Frigido in Mesoraca ernannt.
Am 28. September 1693 wurde er zum Kardinalbischof von Frascati erhoben und empfing am 8. November 1693 durch Kardinal Francesco Nerli den Jüngeren unter Assistenz des Lateinischen Patriarchen von Antiochien Michelangelo Mattei und von Lorenzo Corsini, dem späteren Papst Clemens XII., die Bischofsweihe. Am 5. Dezember 1700 wurde er Kardinalsubdekan und Kardinalbischof von Porto e Santa Rufina und am 18. März 1715 zum  Dekan des Heiligen Kollegiums, Kardinalbischof von Ostia e Velletri und Gouverneur von Velletri. Im Jahre 1717 wurde er Sekretär der Suprema Congregatio Romanae et universalis Inquisitionis (Inquisition).
Er starb am 25. Februar 1719 und wurde in der Certosa di Firenze bestattet. Die Kirche wurde im Auftrag eines gleichnamigen Verwandten aus dem 14. Jahrhundert errichtet. Hier ruhte bereits Kardinal Angelo Acciaioli.